# Narzędzia i materiały piśmienne
Narzędzia i materiały piśmienne – przybory, akcesoria pisarskie i nośniki pisma oraz zasoby technologiczne przeznaczone do tworzenia tekstów rękopiśmiennych. Są od siebie współzależne, a ich stosowanie na przestrzeni dziejów wiązało się z lokalizacją, rozwojem cywilizacji oraz stopniem technologicznego zaawansowania.

## Materiały wykorzystywane na przestrzeni dziejów
Pierwotne materiały stosowane w celach pisarskich to produkty pochodzenia naturalnego. W starożytności, w krajach śródziemnomorskich używano liści drzew oliwnych i palm oraz kory (między innymi lipy i wiązu). W Chinach były to tabliczki drewniane i rozcięte łodygi bambusa, a w krajach azjatyckich - kora z brzozy. Popularność drewna wynikała z łatwej dostępności, niskich kosztów pozyskiwania, a także możliwości wielokrotnego użytku (napisy były ścierane, a tabliczki wykorzystywane po raz kolejny). Innymi, rozpowszechnionymi materiałami piśmienniczymi wykorzystywanymi m.in. w Rzymie były płótno i kamień. Na marmurze ryto napisy pamiątkowe, nagrobne i sakralne. 
W Mezopotamii najpopularniejsze w tamtym okresie były tabliczki gliniane. Ich proces tworzenia polegał na formowaniu prostokątów z gliny, pisaniu na mokrej płaszczyźnie z jednej lub dwóch stron, a następnie suszeniu na słońcu lub wypalaniu w ogniu. Natomiast w Grecji napisy sporządzano na skorupach naczyń glinianych. W ten sposób przeprowadzano ostracyzm.
W okresie starożytności najważniejszym z materiałów piśmiennych był papirus wytwarzany z trzciny rosnącej w delcie Nilu. Papirus był importowany do krajów śródziemnomorskich, wykorzystywano go również w krajach arabskich. Jego arkusze stosowano pojedynczo lub w formie zwojów. Powierzchnia nie była gładka, a zapisanie możliwe było właściwie tylko jednostronnie. Objęcie Egiptu przez Arabów (641 r.) spowodowało czasowe zaprzestanie transportu papirusu na Zachód. Skutkiem był wzrost popularności pergaminu. Jego produkcja była ułatwiona ze względu na fakt, że można go było otrzymać ze skóry praktycznie każdego zwierzęcia, jednak najczęściej w tym celu wykorzystywano skóry owiec, krów i kóz. Z powodu wysokich cen pergaminu bywało, że był on wykorzystywany ponownie. Dzieło, które sporządzono na wcześniej usuniętym rękopisie nazywano palimpsestem.
Najbardziej rewolucyjny okazał się wynalazek papieru. Uważa się go za jeden z Czterech Wielkich Wynalazków Chin. Tajemnica jego produkcji była strzeżona przez siedem wieków. Dopiero w 751 r. Arabowie zdołali zdobyć sekrety wytwarzania tego materiału. Wydobyli je od chińskich jeńców wojennych i po krótkim czasie wybudowali papiernię w Samarkandzie. Papier produkowano w zależności od dostępności surowców - m.in. konopi, lnianych szmat czy nawet jedwabiu. Do Europy trafił za sprawą Hiszpanii zdobytej przez Arabów

## Narzędzia wykorzystywane na przestrzeni dziejów
Narzędzia pisarskie także ewoluowały z biegiem czasu. Ich wykorzystanie zależało od stosowanego w danym czasie materiału. Początkowo często używano materiałów twardych, dlatego napisy trzeba było ryć, kłuć lub odciskać. Do kłucia w kamieniu używano dłuta, rylca do rycia w metalu, a skośnie ściętą trzcinę do odciskania znaków na glinianych tabliczkach.
Do materiałów miękkich (papirusu, płótna, pergaminu, a następnie papieru) wykorzystywano w kolejności: trzcinkę, pędzelek i pióro. U Rzymian trzcinka musiała być skośnie ścięta, a na końcu rozgniatana w kształt małego pędzelka. W Grecji stosowano grubsze i twardsze trzciny, rozszczepione w taki sposób, aby możliwe było kreślenie nawet bardzo cienkich linii. W krajach muzułmańskich używano odpowiednika tych narzędzi nazywanego kalamem, który był docinany w sposób dobrany do rodzaju pisma. Około IV wieku popularne do pisania na pergaminie (później również papierze) stało się ptasie pióro pochodzące w głównej mierze od łabędzia lub gęsi. Pióro należało właściwie zaostrzyć (cienko i ostro lub płasko) i rozszczepić na końcu. 
Do tworzenia napisów na materiałach miękkich niezbędny był także atrament. Najczęściej wykorzystywany był koloru czarnego, jednak produkowano również atramenty kolorowe - głównie czerwone, ale także zielone, niebieskie żółte lub białe. Znajdowały one zastosowanie w tytułach lub inicjałach rękopisów czy podpisach dostojników. Do cennych dokumentów często stosowano również złotą i srebrną farbę. W starożytności i średniowieczu korzystano głównie z atramentu węglowego. Wytwarzano go przez połączenie ze sobą sadzy i substancji wiążącej (zazwyczaj żywicy, ale także gumy arabskiej lub miodu) w wyniku czego powstawał proszek, który rozpuszczano w wodzie gdy zamierzano go użyć. Inny rodzaj to tzw. hibir w postaci ciekłej, sporządzany z galasówek. Dodawano do niego soli, substancji wiążącej oraz piwa lub octu winnego. Późniejsze atramenty (tzw. inkaust) nie były tak trwałe i mogły niszczyć pergamin lub papier z powodu posiadanych właściwości żrących. Zostały wyparte przez atramenty nowoczesne na przełomie XVIII i XIX wieku. 
Ważny moment w rozwoju narzędzi piśmiennych miał miejsce w 1780 r., kiedy to została wynaleziona metalowa stalówka. Jej masowa produkcja rozpoczęła się na początku XIX wieku i opanowała całą Europę. Tak jak metalową stalówkę, również w Anglii skonstruowano pióro wieczne, które w połowie XX wieku zaczęło być wypierane przez długopis. Równocześnie, od końca XIX wieku duże zastosowanie w piśmiennictwie znalazła maszyna do pisania. Aktualnie w tym celu wykorzystywane są m.in. komputery.